# Cirripectes springeri
Cirripectes springeri és una espècie de peix de la família dels blènnids i de l'ordre dels perciformes.

## Morfologia
- Els mascles poden assolir 10 cm de longitud total.[3][4]

## Reproducció
És ovípar.

## Alimentació
Menja algues i detritus.

## Hàbitat
És un peix marí de clima tropical i associat als esculls de corall que viu entre 0-10 m de fondària.

## Distribució geogràfica
Es troba a les Filipines, les Moluques, l'Arxipèlag de Bismarck, Papua Nova Guinea i Salomó.